# Pinicola subhimachala
Pinicola subhimachala là một loài chim trong họ Fringillidae.